# Stinson SM-6000
Dimensions
Le Stinson SM-6000 est un avion de ligne trimoteur américain des années 1930.

## Historique
En 1929 l'avionneur américain Stinson Aircraft Corporation (communément appelé Stinson) fit l'acquisition de son concurrent canadien Corman. L'idée était alors de donner un successeur à l'avion de ligne Corman 3000, un avion relativement réussi mais n'ayant jamais rencontré de succès. Les équipes de Stinson lui attribuèrent alors la désignation de SM-6000. Ils ne mirent pas longtemps à développer sa configuration très en vogue à l'époque, à savoir celle d'un trimoteur à aile haute. Il vola pour la première fois au début de l'année 1930 et fut commercialisé dès le mois de septembre suivant.
Les premières commande parvinrent de deux petites compagnies américaine, NYC-Philadelphia-Washington Airways et Western Air Service qui achetèrent respectivement trois et deux avions de la première version de série SM-6000A. Ils furent par la suite imités par Rapid Air Lines qui devint le plus important utilisateur de SM-6000A avec six machines acquises.
Début 1931 Stinson proposa une version améliorée désignée SM-6000B. Peu de choses différenciaient les deux versions si ce n'est l'aménagement intérieur légèrement plus luxueux sur la seconde version. Celle-ci fut construite à 42 exemplaires dont une quinzaine pour la seule American Airways. Stinson développa également une version mixte capable de transporter des passagers et du courrier pour des vols au profit de l'US Air Mail, la poste aérienne des États-Unis. 
La majorité des SM-6000 furent vendus aux États-Unis et volèrent au cours des années 1930 et 1940. En 1942 l'US Army Air Forces réquisitionna un SM-6000B1 pour des missions de soutien opérationnel. Cet avion reçut la désignation de C-91. Celui-ci ne quitta toutefois jamais le territoire américain, et ce durant toute la guerre. Il fut réformé en 1945.

## Conception

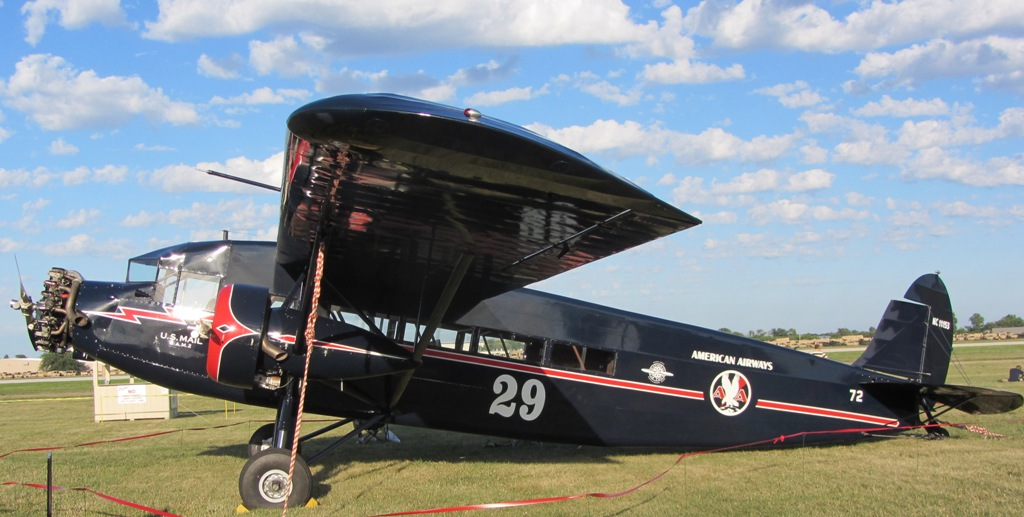
Stinson SM-6000

### Aspect technique
Le Stinson SM-6000 se présente sous la forme d'un trimoteur monoplan à aile haute construit en bois et métal. Il possède un empennage classique. Le cockpit biplace côte à côte permet l'accueil du pilote et du copilote tandis que les onze passagers prennent place dans un cabine arrière aménagé dans le fuselage de l'avion. Il n'est pas pressurisé. Le train d'atterrissage classique est fixe et se compose de deux roues principales et d'une roulette de queue orientable. Les deux moteurs Lycoming R-680 extérieures, maintenus aux ailes par des haubans, sont d'une puissance unitaire de 215 chevaux et entraînent une hélice bipale en métal.

### Versions
- SM-6000 : Désignation du prototype[2].
- SM-6000A : Désignation de la version d'origine construite à onze exemplaires.
- SM-6000B1 : Désignation de la version améliorée à l'aménagement intérieur revu.
  - C-91 : Désignation attribué à un SM-6000B1 utilisé durant la Seconde Guerre mondiale par l'aviation militaire américaine.
- SM-6000B2 : Désignation de la version améliorée mixte passagers/courrier[1].

## Utilisateurs

### Utilisateurs civils
| États-Unis - American Airways. - Century Airlines. - Century Pacific Airlines. - Delta Airlines. | - NYC-Philadelphia-Washington Airways. - Pennsylvania Airlines. - Rapid Air Lines. - TWA. - Western Air Service. |

### Utilisateurs militaires
États-Unis
- US Army Air Forces.

### Avions similaires
- Ford Trimotor.
- Fokker F.VII.